# Mireille Hildebrandt
Pour les articles homonymes, voir Hildebrandt.
Mireille Hildebrandt (née en 1958) est une avocate et philosophe néerlandaise qui travaille à l'intersection du droit et de l'informatique. Elle est professeure émérite à l'Université Libre de Bruxelles (ULB) et nommée au sein du Conseil de la Recherche de l'ULB sur le sujet de « l'interface entre le droit et la technologie ».  
Hildebrandt est professeur émérite, titulaire de la chaire d'environnements intelligents, de protection des données et de l'État de droit à l'Institut d'informatique et des sciences de l'information (iCIS) de l'Université Radboud de Nimègue,. Elle est également co-directrice d'un groupe de recherche sur le droit des sciences des technologies et des études sociétales à l'Université de Droit et de Criminologie entre 2019 et 2024. 
Elle est  la chercheuse principale du projet « Counting as a Human Being in the Era of Computational Law » qui se déroule de 2019 à 2024 et est financé par le Conseil européen de la recherche. La recherche cible deux formes de droit computationnel : l’apprentissage automatique et la technologie blockchain.
Elle a publié cinq monographies scientifiques, 23 volumes édités ou numéros spéciaux et plus de 120 chapitres et articles dans des revues et volumes scientifiques,. En 2015, elle a prononcé la conférence Chorley à la London School of Economics. En 2020, elle a été coprésidente générale de la conférence ACM FAccT (anciennement ACM FAT*). En 2022, elle a été élue membre correspondante de la British Academy.

## Publications
- Smart Technologies and the End(s) of Law (2025)
- Law for Computer Scientists and Other Folk (2020)
- Law, Human Agency and Autonomic Computing (2013)
- Privacy, Due Process and the Computational Turn: The Philosophy of Law Meets the Philosophy of Technology (2013)